# Công ty ma
Công ty ma, còn gọi là công ty hộp thư (từ tiếng Đức: Briefkastengesellschaft), công ty vỏ bọc (từ tiếng Anh: shell corporation) hay công ty bình phong, là một công ty chỉ tồn tại trên giấy tờ, không có hoạt động kinh doanh mà chỉ có một tài khoản ngân hàng để chuyển tiền. Vì những lý do Xung đột pháp luật, các công ty ma tồn tại chủ yếu tại những nước áp dụng hệ thống thông luật. Thông thường, một công ty ma được thành lập tại các ốc đảo thuế hay thiên đường thuế như Panama, Quần đảo Virgin thuộc Anh hoặc quần đảo Cayman trong vùng Caribe. Trên lục địa châu Âu công ty ma cũng tồn tại ở Hà Lan, Thụy Sĩ và đặc biệt là Liechtenstein.
Lý do đằng sau việc tạo ra một công ty vỏ bọc này có thể bao gồm bảo vệ chống lại các vụ kiện tụng và/hoặc lợi ích về thuế (một số chi phí hoạt động sẽ không được khấu trừ đối với một cá nhân, nhưng lại có thể được khấu trừ đối với một công ty). Đôi khi, các công ty vỏ bọc được sử dụng để trốn thuế hoặc tránh thuế.
Một công ty vỏ bọc cũng có thể phát sinh khi hoạt động và cơ sở của công ty đã được công ty khác tiếp quản, nhưng "vỏ" của công ty ban đầu tiếp tục tồn tại.

## Công ty ma tại các nước OECD
Jason Sharman, giáo sư chính trị học tại đại học Griffith, Brisbane, Úc, nghiên cứu về việc lập công ty ma trên thế giới. Ông cùng với các nhân viên của mình dùng tên giả đã liên lạc với khoảng 3700 công ty luật và dịch vụ tại 180 nước, về việc thành lập công ty ma như tại MossFon. Trong vài trường hợp chỉ tốn vài trăm đô. Nghiên cứu của ông cùng với các bạn đồng nghiệp Mỹ Michael Findley và Daniel Nielson, cũng như khoảng 20 nhân viên, kéo dài 5 năm đã được công bố vào năm 2014. Kết quả gây nhiều ngạc nhiên: nghe tới từ ngữ thiên đường thuế má, người ta chỉ nghĩ tới trung tâm tài chính xa lạ như ở BVJ, Bermuda hay Seychelles. Trên thực tế, Sharman kết luận, chính tại những nước kỹ nghệ thuộc OECD những người trốn thuế và rửa tiền lại dễ lập công ty hộp thư nhất. Ông ta nói, lối ứng xử của các quốc gia OECD rất đạo đức giả. Họ đòi hỏi quốc tế phải rõ ràng, trong sáng và kiểm soát tốt hơn, lại chấp nhận trong nước những hoạt động kinh doanh không nghiêm túc.
Theo nghiên cứu của Sharman, Hoa Kỳ kiểm soát còn tệ hơn là Panama, nước mà hiện đang bị chỉ trích. Trái hẳn với các nước khác, Hoa Kỳ không tham dự vào việc trao đổi quốc tế về dữ liệu thuế má. Những nước kỹ nghệ khác, trong đó có Đức cũng không khá hơn. Sharman nói, nếu ông muốn trốn thuế thì sẽ mở một công ty ma ở bang Wyoming, Nevada, hoặc Delaware của Hoa Kỳ. Các nhà chuyên môn khác cũng cho là 3 bang này đang cạnh tranh dữ dội nhất để dành khách hàng tài chính muốn mở công ty ma. Theo ông, trước hết muốn dẹp bỏ nạn này, thì các quốc gia OECD phải kiểm soát tốt hơn ở trong nước mình. Ngoài ra các luật sư và các nhà băng có dính líu phải bị phạt nặng hơn.